# Effetto Orton
L'effetto Orton è una tecnica fotografica che consiste nel sovrapporre due foto completamente differenti della stessa scena. Il risultato è un particolare mix di aree grandemente o scarsamente dettagliate all'interno della stessa foto. Questo effetto fu originariamente ideato dal fotografo da cui prende il nome, Michael Orton.

## Storia
La tecnica originale di Michael Orton consisteva nel sovrapporre due o più immagini della stessa scena con caratteristiche di esposizione molto differenti su una diapositiva Di queste, una è perfettamente a fuoco mentre le altre sono abbondantemente sfocate. Orton ha sperimentato anche tecniche simili consistenti nel sostituire una delle immagini della composizione con un differente soggetto, ad esempio con delle texture o combinando immagini policromatiche ad immagini monocromatiche.

## Esempi

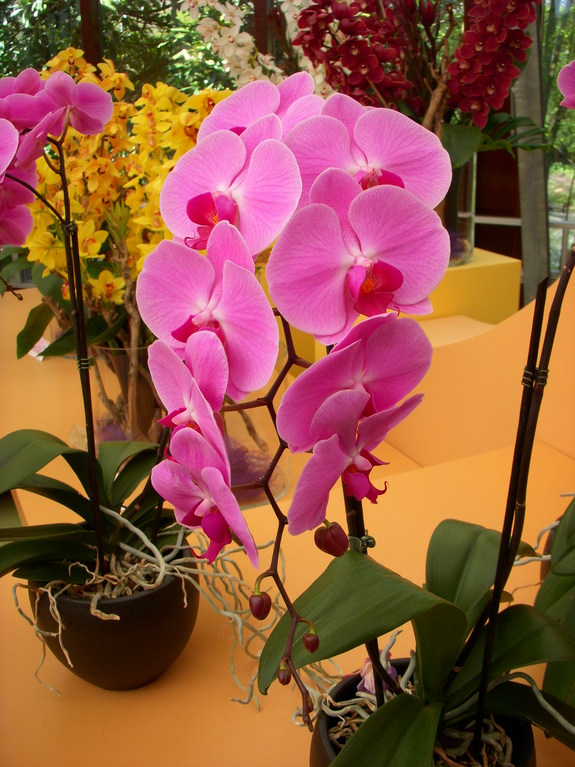
Foto originale.
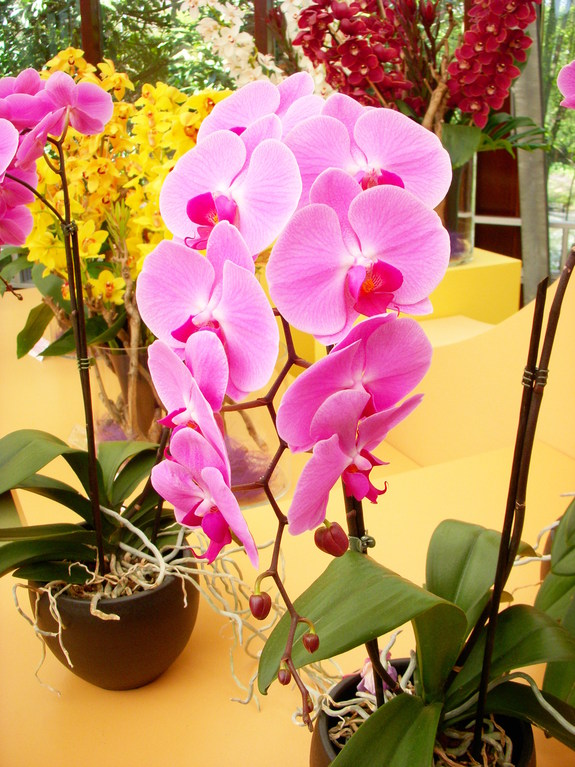
Foto con luminosità aumentata per riprodurre l'effetto "sovraesposto".
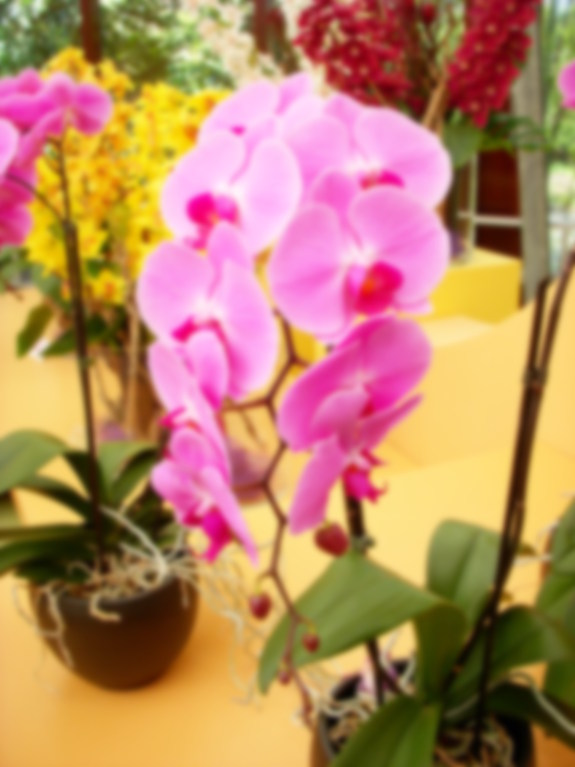
Sfocatura dell'immagine sovraesposta.
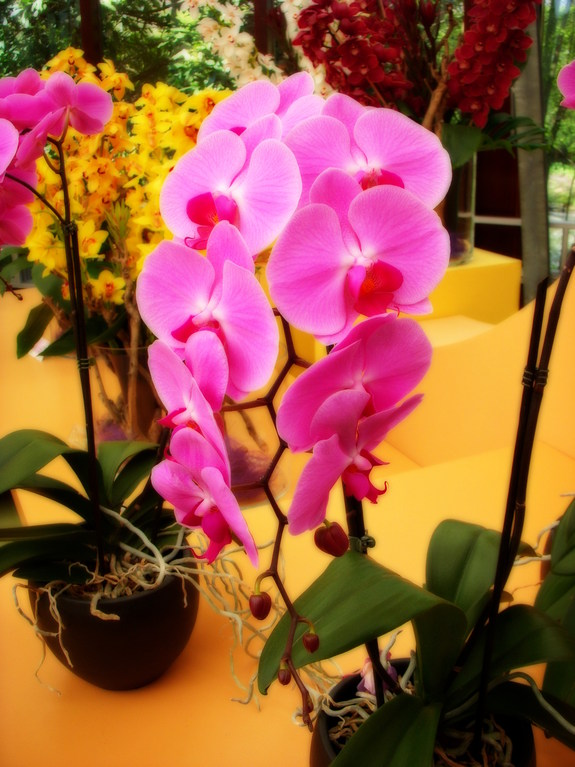
Combinazione delle due immagini sovraesposte.

## Sviluppi
Gli appassionati di fotografia adottano spesso questa tecnica usando software di fotoritocco per replicarne gli effetti in maniera digitale.
Alcuni modificano la tecnica per applicarla selettivamente ad alcune aree dell'immagine, producendo regioni molto a fuoco e con molti dettagli e regioni di intensa sfocatura.